# Haymarket-affaire

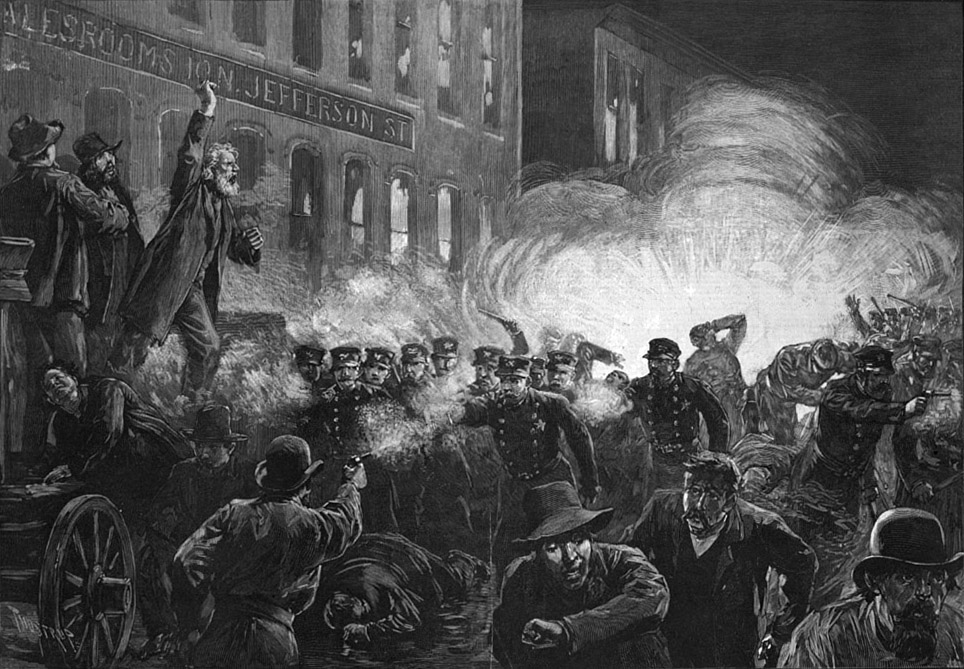
Gedramatiseerde weergave van de bomaanslag op Haymarket, 1887

De Haymarket-affaire (ook wel bekend als de Haymarket riot) is de benaming voor een vier dagen durende demonstratie van arbeiders en vakverenigingen in Chicago, van 1 tot en met 4 mei 1886, de onlusten die erop volgden en het proces tegen de als anarchisten bestempelde personen die daarvoor verantwoordelijk werden gesteld. De Dag van de Arbeid op 1 mei vindt als datum zijn oorsprong in de ‘Haymarket-affaire’.

## Geschiedenis

### Aanloop
Chicago was in de jaren tussen 1830 en 1886 de snelst groeiende industriestad in de Verenigde Staten, met veel zware industrie en abattoirs. De arbeidsomstandigheden waren abominabel slecht en de arbeiders waren nagenoeg rechteloos. Rond 1880 leidde dit tot de opkomst van vakverenigingen, met eigen kranten, veelal geleid door immigranten van Duitse afkomst, die fel uithaalden naar de verantwoordelijke overheid en de fabriekseigenaren. Een en ander leidde begin jaren tachtig tot een gespannen sfeer in Chicago. Naast de strijd voor betere arbeidsomstandigheden, kortere werkdagen en beter loon, was een belangrijk twistpunt het bestaan van zogenaamde “zwarte lijsten”: eenmaal ergens ontslagen kwam een arbeider vaak op een (officieel niet bestaande) zwarte lijst die circuleerde onder fabriekseigenaren, en hij kwam vervolgens nergens meer aan werk. Lidmaatschap van de vakbond of deelname aan een staking leidde meestal al tot plaatsing op de zwarte lijst.

### Demonstratie, een bom en onlusten

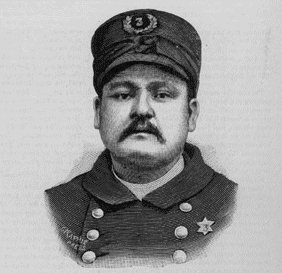
Politieagent Degan, die omkwam tijdens de aanslag

In het voorjaar van 1886 waren er onlusten in verband met ontslagen bij de McCormickfabrieken voor landbouwmachines. De directie sloot de fabriek en zou deze op 2 maart opnieuw openen en duizend nieuwe arbeiders tewerkstellen. De vakbonden riepen de arbeiders echter op McCormick te boycotten en ondanks de armoede en werkloosheid in Chicago meldden zich slechts 300 nieuwe werknemers. In de tweede helft van april braken er vervolgens ook stakingen uit bij andere grote bedrijven in Chicago en voor 1 mei werden demonstraties aangekondigd, voor de achturige werkdag en tegen de zwarte lijsten.
Op 1 en 2 mei verliepen de demonstraties relatief rustig, zonder ernstige incidenten. Op 3 mei werd het echter grimmiger en belaagden de demonstranten werkwilligen met stokken en stenen en de politie trad fors op. De balans van 3 mei was één dode onder de arbeiders en diverse gewonden onder zowel politie als arbeiders. De kranten kopten de volgende dag evenwel over een groot bloedbad, hetgeen de situatie voor 4 mei op scherp zette. Toen in de avond een demonstratie uitmondde in een samenkomst op het centrale stadsplein Haymarket, waar onder meer de vakbondsleiders August Spies, Albert Parsons en Samuel Fielden spraken, verscheen om 22.20 uur een groep politiemannen die gelastten de bijeenkomst te beëindigen. Nauwelijks hadden ze dit verordonneerd of er werd een bom geworpen naar de politiemannen. Er volgde een harde explosie, waarna de politie in het wilde weg begon te vuren op de menigte. De bomexplosie had op slag politieman Degan gedood, zes anderen overleden kort daarna aan hun verwondingen. Het aantal slachtoffers onder de demonstranten is nooit vastgesteld.

### Het proces

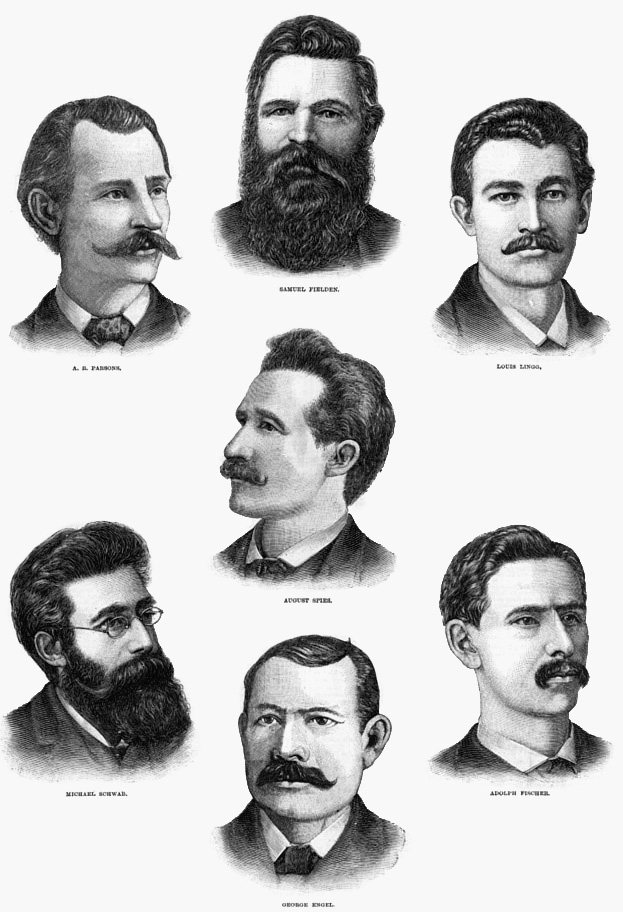
De zeven veroordeelden

Minstens zo spraakmakend als de bomaanslag zelf was het proces dat er op volgde. Vrijwel direct werden de belangrijkste vakbondsvoormannen alsmede enkele bekende anarchisten aangehouden: allereerst de drie sprekers van Haymarket: hoofdredacteur Albert Parsons van de anarchistische krant ‘The Alarm’ en vakbondsleiders August Spies en Samuel Fielden. Verder werden gearresteerd: de anarchistische journalist Michael Schwab, en de anarchisten Oscar Neebe, George Engel, Adolph Fischer en Louis Lingg. De acht werden wekenlang verhoord en uiteindelijk op 19 augustus ter dood veroordeeld (met uitzondering van Neebe, die niet eens bij de demonstraties aanwezig was geweest), later in hoger beroep bekrachtigd door de Hoge Raad, wegens moord en samenzwering tegen de staat. 
De bewijzen tegen de onderscheiden veroordeelden leken echter flinterdun en een belangrijk deel van de aanklacht bleef het hangen in termen als opruiing. Tegen de verdachten afzonderlijk was ook geen sluitend bewijs voorhanden over directe betrokkenheid bij de aanslag, hoewel historicus Timothy Messer-Kruse, die in 2001 inzage kreeg in de tot dan toe geheime processtukken, tot de conclusie kwam dat in elk geval een deel van de verdachten bewust op de onlusten had aangestuurd en ook bij de plannen voor de aanslag betrokken moet zijn geweest.
Hoe dan ook, gedurende de loop van het proces was de publieke opinie gaan kantelen. Steeds nadrukkelijker werden vraagtekens gesteld bij de procesgang. De gouverneur van Illinois, Oglesby, kreeg in de loop van 1887 steeds meer petities en brieven uit Amerika maar ook uit Europa, ook ondertekend door bekende namen als Bernard Shaw, William Morris en Peter Kropotkin. Uiteindelijk besloot Oglesby strafverzachting te willen verlenen op voorwaarde dat de veroordeelden hun overtuigingen afzwoeren. Spies, Schwab en Fielden lieten zich daartoe overhalen en zagen de doodstraf omgezet naar een gevangenisstraf. De anderen reageerden met minachting en eisten de vrijheid of de dood. Zij werden (met uitzondering van Lingg, die op 10 november zelfmoord pleegde met een knalkwikpil) op 11 november 1887 opgehangen. Op 13 november werden zij begraven. Vijftienduizend mensen volgden de stoet naar de begraafplaats te Walheim. Vijftien jaar later zou er ter hunner ere een herinneringsmonument worden opgericht.
De overgebleven drie gevangenen werden op 26 juni 1893 vrijgelaten door de nieuwe gouverneur van Illinois, John Peter Altgeld. In een dik rapport stelde hij, dat het proces ter zake niet had gedeugd, en dat hij de strafuitvoering daarom niet kon voortzetten.

#### De veroordeelden

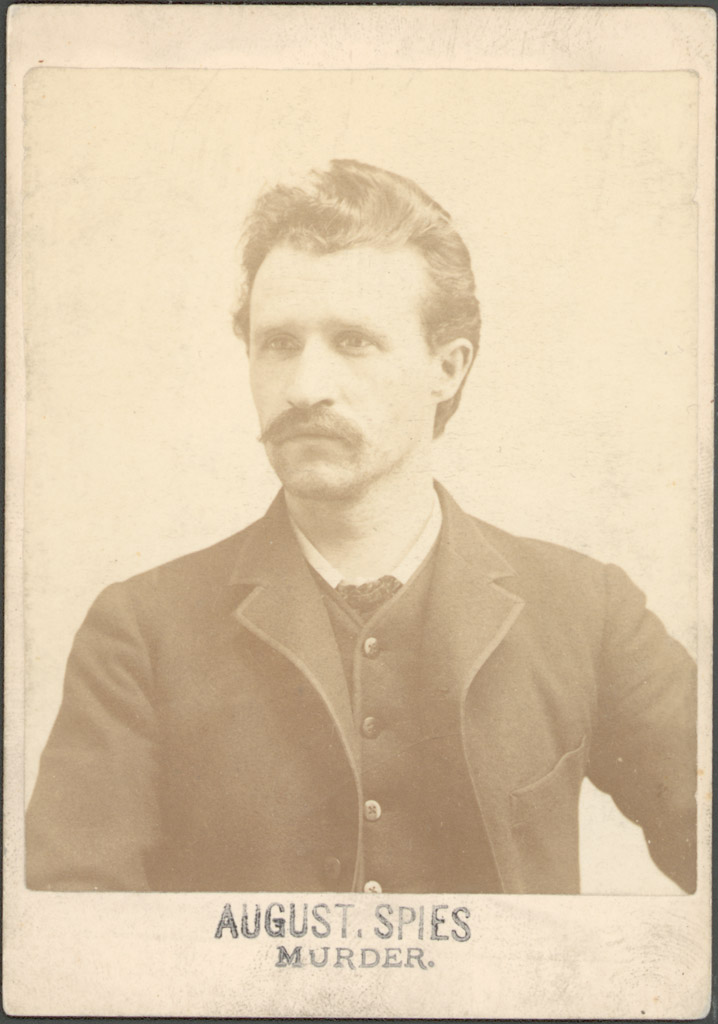
August Spies (1855-1887), stoffeerder, vakbondsleider, geboren in Hessen, Duitsland
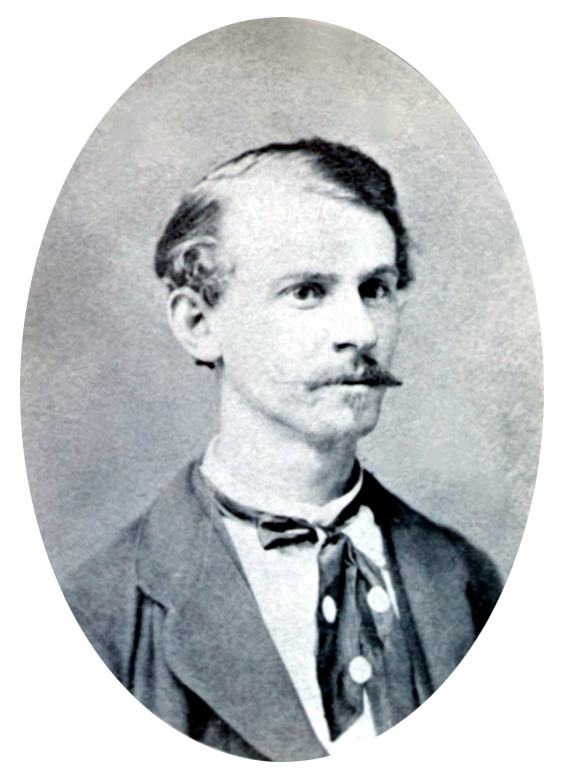
Albert Parsons (1848-1887), veteraan uit de burgeroorlog, krantuitgever en journalist, van Engelse komaf
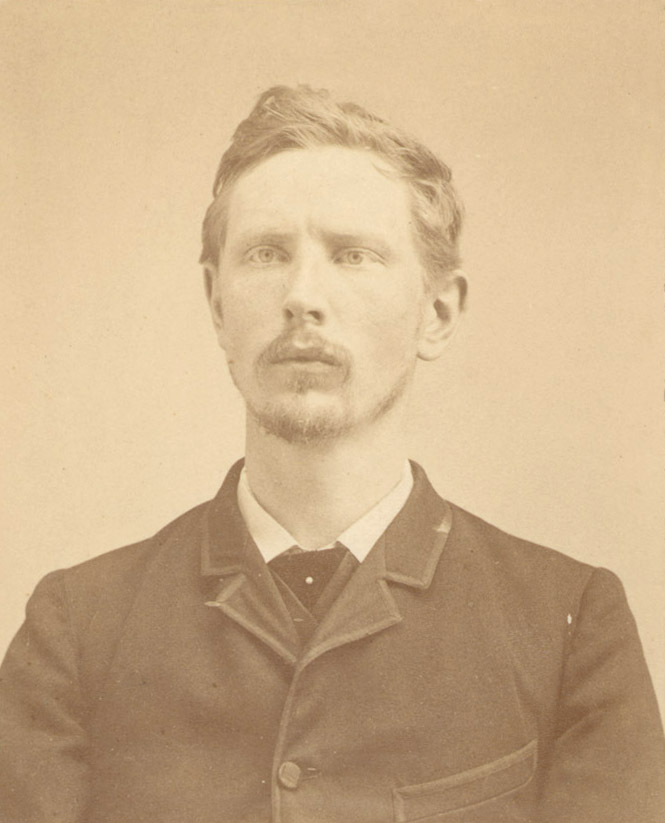
Adolph Fisher (1858-1887), anarchist en vakbondsman, typograaf, geboren in Bremen, Duitsland
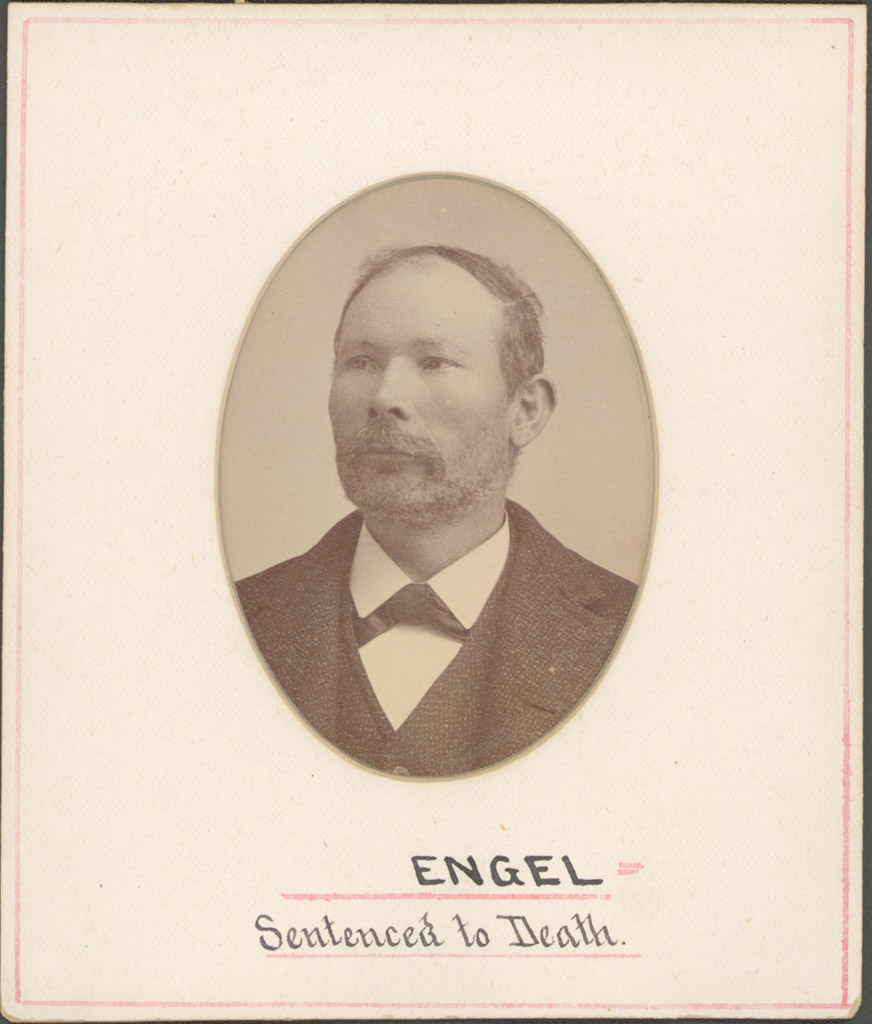
George Engel (1836-1887), anarchistisch vakbondsleider, arbeider, geboren in Kassel, Duitsland
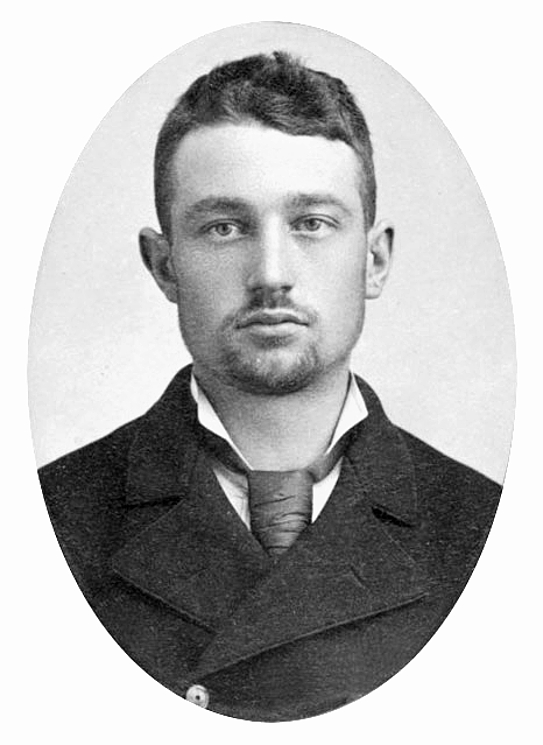
Louis Lingg (1864-1887), anarchist, timmerman, geboren in Mannheim, Duitsland
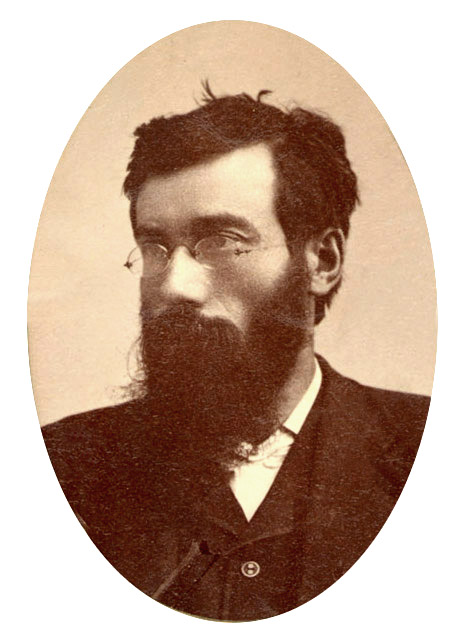
Michael Schwab (1853-1898), schoenmaker, vakbondsleider, journalist, geboren in Bad Kissingen, Duitsland
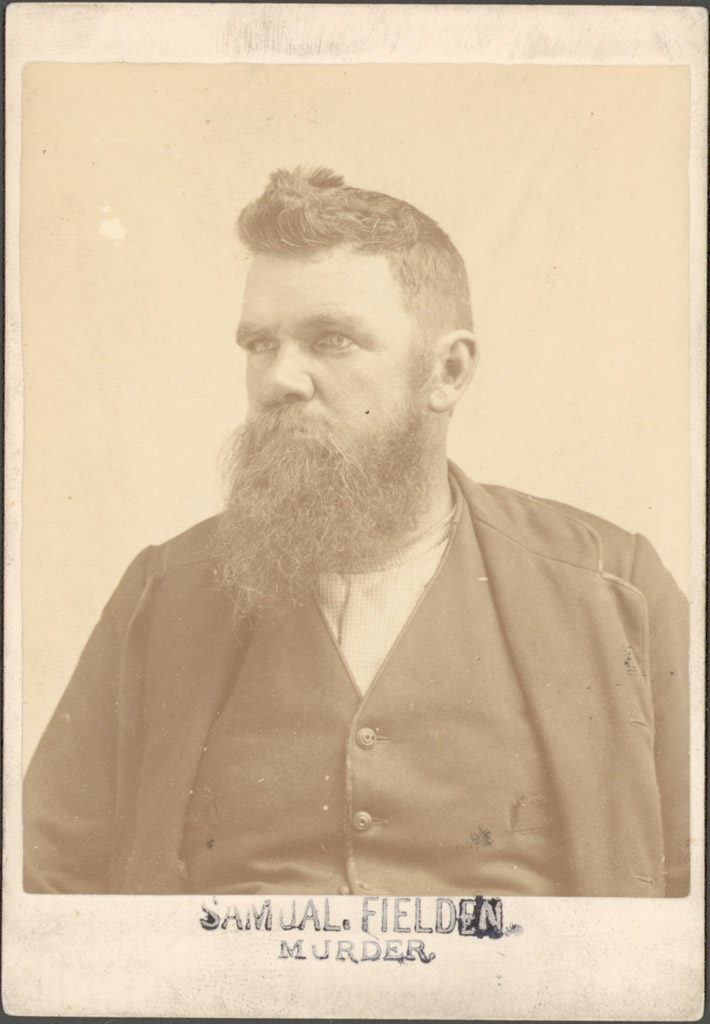
Samuel Fielden (1853-1898), transportarbeider, vakbondsleider, geboren in Todmorden, Engeland
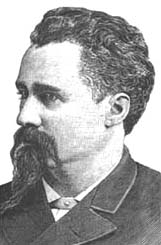
Oscar Neebe (1850-1916), arbeider, redacteur, geboren in New York als zoon van Duitse immigranten.

## Wie gooide de bom?

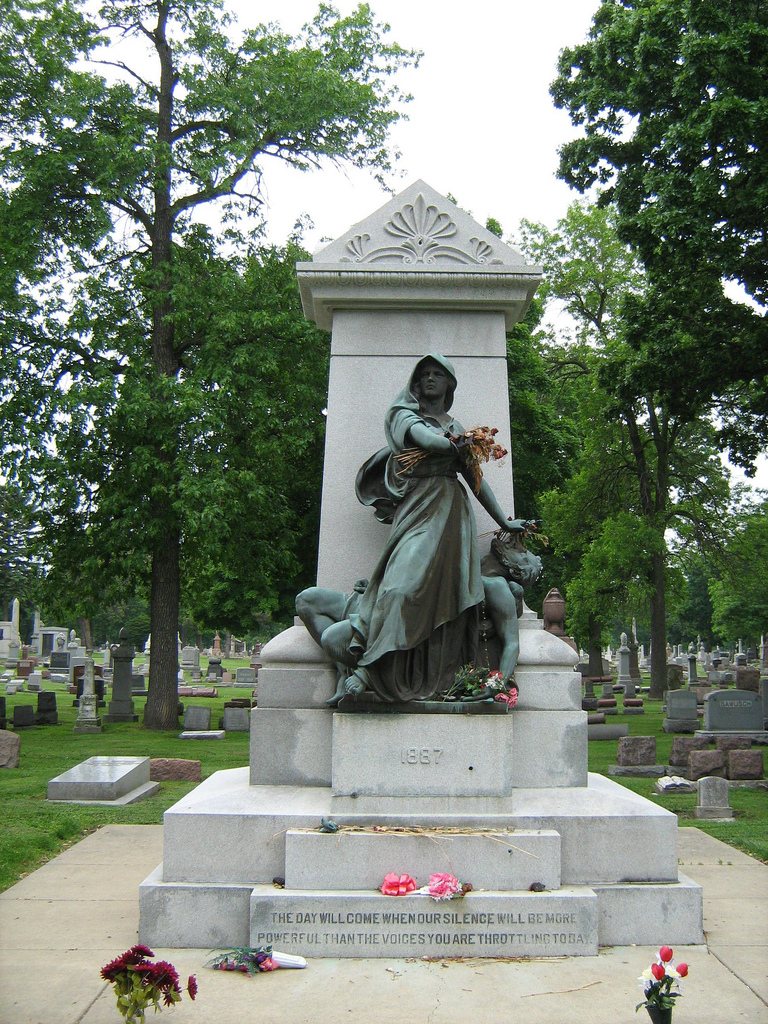
Herdenkingsmonument op het Walheim-kerkhof

De aanklaagden in het Haymarket-proces verklaarden allemaal niets met het werpen van de bom te maken hebben gehad. Serieuze verdenkingen van de aanklagers gingen uit naar Lingg, die een gekend bommenmaker was, maar verder was geen enkel bewijs voorhanden. Historicus Paul Avrich suggereert dat Schwab mogelijk nauw betrokken was bij de bomexplosie, maar het feit dat Schwab pas vlak voor de demonstratie in Chicago arriveerde lijkt ook dat tegen te spreken. Verdenkingen van anderen, onder andere schrijver Frank Harris en ook Messer-Kruse, gaan weer naar Rudolph Schnaubelt (1863–1901), een zwager van Schwab, die ook werd gezocht maar direct na de bomaanslag naar het buitenland vluchtte.
Volgens Paul Avrich is er in elk geval een aantal personen aan te wijzen die waarschijnlijk hebben geweten wie de dader was (Engel, Fisher, maar ook de activisten Voltairine de Cleyre en Dyer Lumm). Meer dan een eeuw lang is de dadervraag onderzocht door tal van journalisten en historici, uiteindelijk zonder een antwoord te kunnen geven.

## Haymarket en de Dag van de Arbeid
De viering van de Dag van de Arbeid op 1 mei vindt haar oorsprong in de Haymarket-affaire. In 1888 besloot de Amerikaanse vakbondsfederatie (American Federation of Labor) voortaan op 1 mei jaarlijks te demonstreren voor dezelfde doelen als in 1886 in Chicago: een 8-urige werkdag, meer loon en beter arbeidsrecht. Dit voorstel werd in 1889, op aangeven van Lenin en Rosa Luxemburg, overgenomen op het eerste congres van de Tweede Internationale te Parijs. In Amerika zelf vond de 1 mei-demonstratie evenwel slechts eenmaal plaats, in 1890, waarna president Cleveland de viering verplaatste naar de eerste maandag in de maand september, om te vermijden dat 1 mei een herdenking van de rellen zou worden.

## Invloed
De bekende anarchisten Emma Goldman en Alexander Berkman gaven later aan dat de Haymarket-affaire hen had doen besluiten anarchist te worden.